# Sant Silvestre (Puèi Domat)
Saint-Sylvestre-Pragoulin és un municipi francès situat al departament del Puèi Domat i a la regió d'Alvèrnia-Roine-Alps. L'any 2007 tenia 1.079 habitants.

## Demografia

### Població
El 2007 la població de fet de Saint-Sylvestre-Pragoulin era de 1.079 persones. Hi havia 440 famílies de les quals 112 eren unipersonals (48 homes vivint sols i 64 dones vivint soles), 128 parelles sense fills, 172 parelles amb fills i 28 famílies monoparentals amb fills.
La població ha evolucionat segons el següent gràfic:
Habitants censats

### Habitatges
El 2007 hi havia 519 habitatges, 446 eren l'habitatge principal de la família, 41 eren segones residències i 33 estaven desocupats. 504 eren cases i 12 eren apartaments. Dels 446 habitatges principals, 385 estaven ocupats pels seus propietaris, 52 estaven llogats i ocupats pels llogaters i 9 estaven cedits a títol gratuït; 9 tenien una cambra, 19 en tenien dues, 60 en tenien tres, 165 en tenien quatre i 193 en tenien cinc o més. 358 habitatges disposaven pel capbaix d'una plaça de pàrquing. A 174 habitatges hi havia un automòbil i a 244 n'hi havia dos o més.

### Piràmide de població
La piràmide de població per edats i sexe el 2009 era:
| Homes | Edats   | Dones |
| ----- | ------- | ----- |
| 4     | 95 o +  | 0     |
| 0     | 90 a 94 | 0     |
| 4     | 85 a 89 | 8     |
| 12    | 80 a 84 | 8     |
| 12    | 75 a 79 | 16    |
| 28    | 70 a 74 | 20    |
| 20    | 65 a 69 | 44    |
| 20    | 60 a 64 | 12    |
| 28    | 55 a 59 | 24    |
| 24    | 50 a 54 | 16    |
| 52    | 45 a 49 | 40    |
| 60    | 40 a 44 | 56    |
| 68    | 35 a 39 | 56    |
| 40    | 30 a 34 | 48    |
| 20    | 25 a 29 | 32    |
| 12    | 20 a 24 | 32    |
| 36    | 15 a 19 | 40    |
| 40    | 10 a 14 | 32    |
| 60    | 5 a 9   | 24    |
| 20    | 0 a 4   | 36    |

## Economia
El 2007 la població en edat de treballar era de 729 persones, 561 eren actives i 168 eren inactives. De les 561 persones actives 511 estaven ocupades (287 homes i 224 dones) i 50 estaven aturades (23 homes i 27 dones). De les 168 persones inactives 53 estaven jubilades, 60 estaven estudiant i 55 estaven classificades com a «altres inactius».

### Ingressos
El 2009 a Saint-Sylvestre-Pragoulin hi havia 464 unitats fiscals que integraven 1.110 persones, la mediana anual d'ingressos fiscals per persona era de 17.415 €.

### Activitats econòmiques
Dels 31 establiments que hi havia el 2007, 2 eren d'empreses de fabricació d'altres productes industrials, 15 d'empreses de construcció, 5 d'empreses de comerç i reparació d'automòbils, 1 d'una empresa de transport, 2 d'empreses d'hostatgeria i restauració, 1 d'una empresa immobiliària, 2 d'empreses de serveis, 1 d'una entitat de l'administració pública i 2 d'empreses classificades com a «altres activitats de serveis».
Dels 16 establiments de servei als particulars que hi havia el 2009, 1 era un taller de reparació d'automòbils i de material agrícola, 5 paletes, 3 guixaires pintors, 1 fusteria, 2 lampisteries, 2 electricistes i 2 restaurants.
L'any 2000 a Saint-Sylvestre-Pragoulin hi havia 25 explotacions agrícoles que ocupaven un total de 816 hectàrees.

## Equipaments sanitaris i escolars
El 2009 hi havia una escola elemental.

## Poblacions més properes
El següent diagrama mostra les poblacions més properes.